# Dolmen de Cabaleiros
Le dolmen de Cabaleiros est un dolmen situé près de la commune de Tordoia, dans la province de La Corogne, en Galice.

## Structure
Daté de 3 000 av. J.-C., le dolmen est composé de six orthostates supportant une table de couverture de 4 m sur 3,40 m ; la chambre polygonale a une hauteur de 1,70 m.

## Histoire
Le dolmen fut déclaré Monumento Histórico Artístico en 1975.

## Galerie

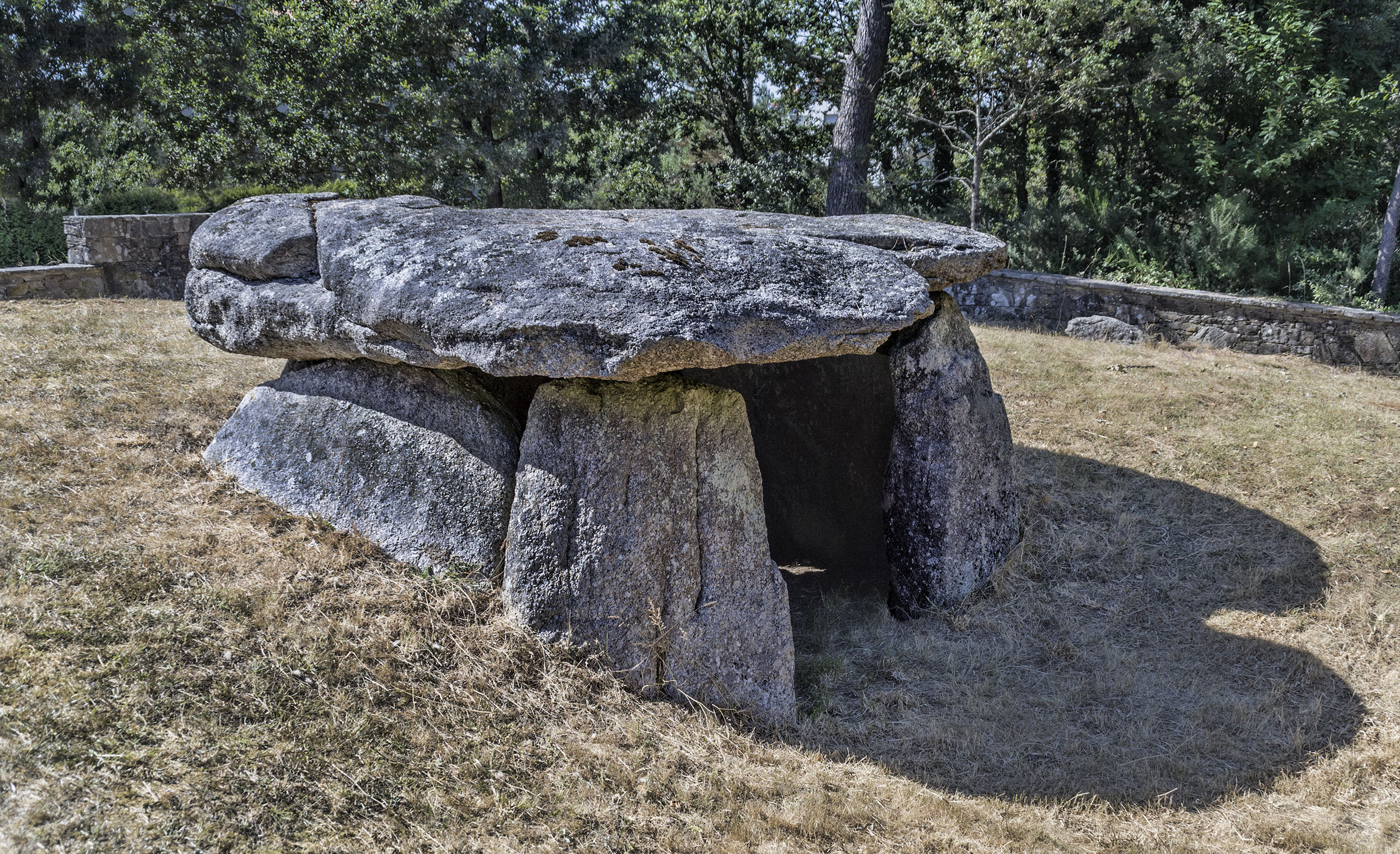
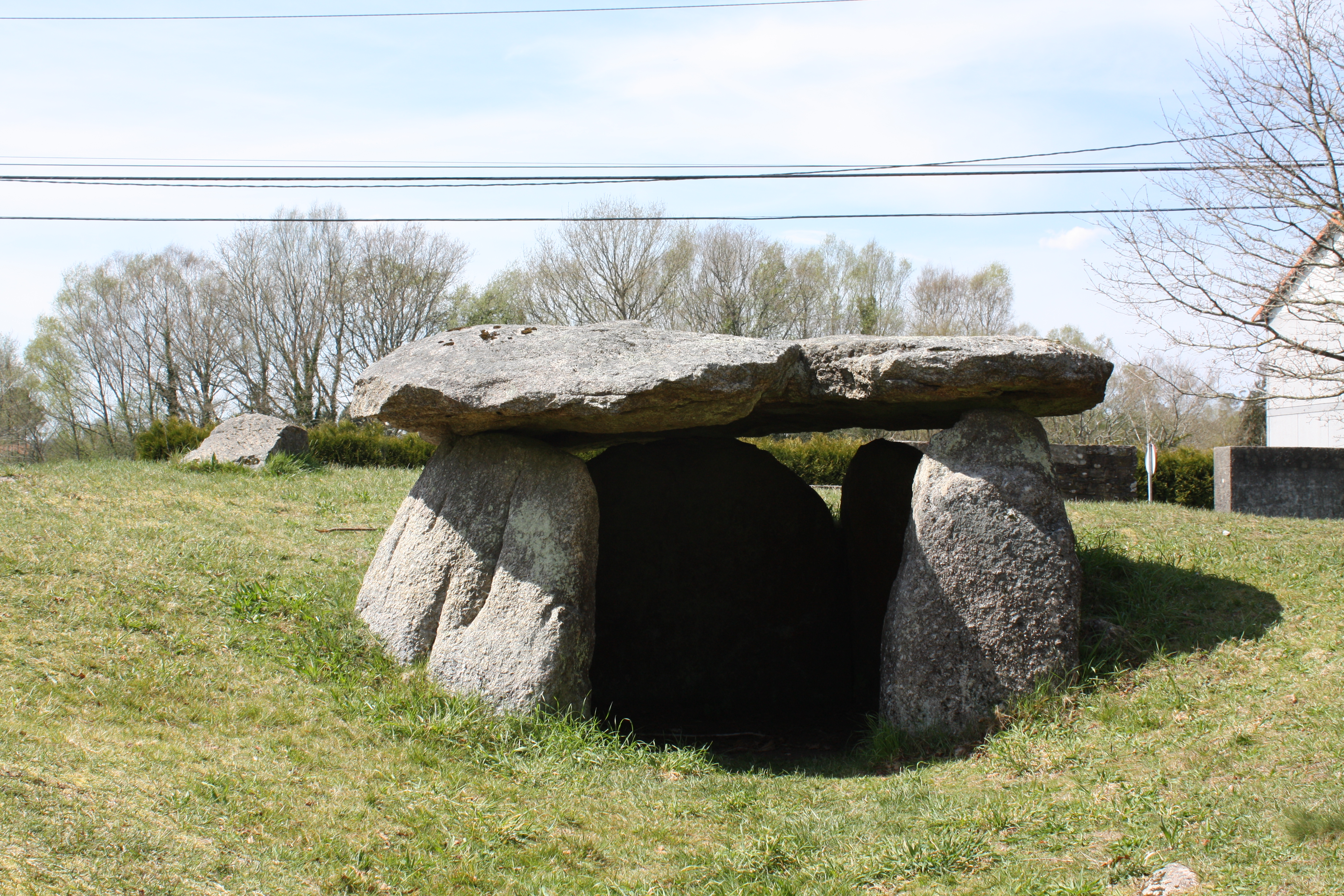
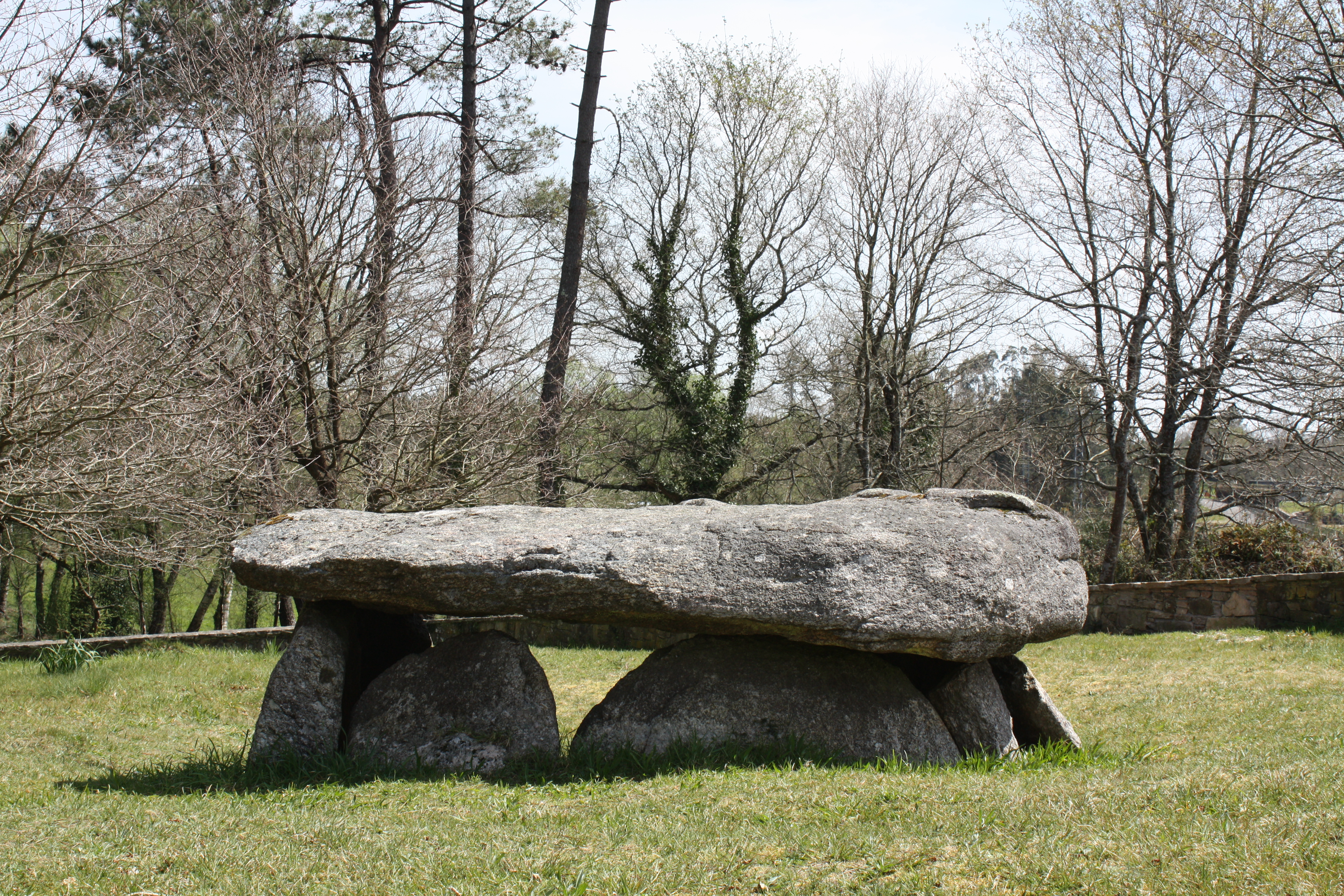